# Defender (Gabriella Cilmi)
Defender è un singolo della cantante pop australiana Gabriella Cilmi, pubblicato il 26 agosto 2010 dall'etichetta discografica Island.
Il brano è stato scritto da Jason Pebworth, George Astasio, Jon Shave e Gabriella Cilmi e prodotto da The Invisible Man ed è il terzo ed ultimo singolo estratto dal secondo album dell'artista, Ten.
È stato pubblicato sia in versione classica sia in versione doppia a-side, con il brano Magic Carpet Ride, già uscito come b-side del singolo On a Mission e come bonus track della versione riservata ad iTunes del disco.

## Tracce
Promo - CD-Single (Island - (UMG)
1. Defender - 3:21

Digital Download (Doppia a-side)
1. Defender
2. Magic Carpet Ride
3. Defender (Cahill Remix)